# Bridgette Gordon
Bridgette Cyrene Gordon (ur. 27 kwietnia 1967 w DeLandzie) – amerykańska koszykarka występująca na pozycji niskiej skrzydłowej, reprezentantka kraju, mistrzyni olimpijska, po zakończeniu kariery zawodniczej trenerka koszykarska.

## Osiągnięcia
Na podstawie, o ile nie zaznaczono inaczej.

### NCAA
- Mistrzyni:
  - NCAA (1987, 1989)
  - turnieju konferencji Southeastern (SEC – 1988, 1989)
- Uczestniczka rozgrywek NCAA Final Four (1986–1989)[8]
- Most Outstanding Player (MOP=MVP) turnieju NCAA (1989)[9]
- Sportsmenka roku konferencji Southeastern NCAA (1989)
- Koszykarka roku SEC (1989)
- MVP turnieju SEC (1988, 1989)
- Laureatka nagrody Honda Sports Award (1989)[10]
- Debiutantka roku SEC (1986)
- Zaliczona do:
  - I składu:
    - All-American (1988, 1989 przez Kodaka, kapitułę Naismitha, USBWA)[9]
    - turnieju NCAA Final Four (1987, 1989)
    - SEC (1986–1989)
- Liderka:
  - SEC w punktach (1988, 1989)
  - wszech czasów uczelni w liczbie przechwytów (336)[8]
- Drużyna Lady Vols zastrzegła należący do niej numer 30 (1990)[8]

### Drużynowe
- Mistrzyni:
  - Puchar Europy Mistrzyń Krajowych (dzisiejsza Euroliga – 1994, 1995)[11]
  - Włoch (1991–1996)
- Wicemistrzyni:
  - Pucharu Europy Mistrzyń Krajowych (1993, 1996)
  - Turcji (2000)
  - Włoch (1990)
- 3. miejsce w Pucharze Europy Mistrzyń Krajowych (1992)
- Zdobywczyni:
  - pucharu:
    - Turcji (2000)
    - Włoch (1993–1995)

  - superpucharu:
    - Włoch (1995)
    - Turcji (1999)
- Finalistka Pucharu Włoch (1996)

### Indywidualne
- Zaliczona do:
  - galerii sław:
    - Żeńskiej Koszykówki (2007)[8]
    - sportu:
      - Lady Vols – Lady Vols Hall of Fame (2001)
      - Tennessee Sports Hall of Fame (2012)[9]
      - UT Athletics Hall of Fame (2001)
      - DeLand (Floryda) High School Hall of Fame (2002)

  - składu – NCAA Silver Anniversary Team (2006)
- Uczestniczka meczu gwiazd ligi włoskiej

### Reprezentacja
- Mistrzyni olimpijska (1988)[12][13][8]
- Brązowa medalistka igrzysk panamerykańskich (1991)[14]
- Uczestniczka uniwersjady (1987 – 5. miejsce)[15]